# Vladan Adžić
Vladan Adžić (in serbo Владан Аџић?; Cettigne, 5 luglio 1987) è un calciatore montenegrino, difensore del Budućnost.

## Carriera

### Club
Ha giocato nella massima serie dei campionati montenegrino, serbo, sudcoreano e croato.

### Nazionale
Nel 2020 ha esordito con la nazionale montenegrina.

## Palmarès

### Club

#### Competizioni nazionali
- Campionato montenegrino: 2

Budućnost: 2020-2021, 2024-2025
- Coppa del Montenegro: 1

Budućnost: 2020-2021